# Oreodera graphiptera
Oreodera graphiptera är en skalbaggsart som beskrevs av Bates 1885. Oreodera graphiptera ingår i släktet Oreodera och familjen långhorningar.
Artens utbredningsområde är:
- Costa Rica.
- Honduras.
- Nicaragua.
- Panama.

Inga underarter finns listade i Catalogue of Life.